# Maria Fiselier
Maria Fiselier (Amersfoort, 17 april 1988) is een Nederlandse mezzosopraan.

## Biografie
Fiselier studeerde in 2013 af aan het Koninklijk Conservatorium in Den Haag bij Sasja Hunnego en Frans Fiselier, haar vader, met de onderscheiding 'Artistry and integrity in performing'. Ze maakte deel uit van de National Opera Studio in Londen in het seizoen 2012/13. De mezzosopraan is de derde generatie in de Fiselier-familie in de operawereld, maar de eerste met een internationale carrière. Fiselier volgde masterclasses bij o.a. Joyce DiDonato, Brindley Sherrat en Christa Ludwig.
De zangeres werkte mee aan verscheidene operaproducties, onder meer bij de Dutch National Opera. Fiselier is als solist verbonden aan de Komische Oper Berlin in Berlijn.
In 2017 deed Fiselier mee aan het programma Tijl B op volle toeren. Hierin was zij samen met André Hazes jr. te gast. Fiselier maakte haar eigen versie van de hit Leef, onder de naam Vivre. In 2018 was zij te zien in het programma Beste Zangers als operazangeres. Hierbij gaf zij onder andere een vertolking van het nummer Lose yourself van Eminem.
In 2022 was Fiselier de Carol Singer in de derde editie van het televisieprogramma Scrooge Live.
In 2023 was Fiselier kandidaat in het derde seizoen van RTL 4-programma De Verraders. Daarin was zij een van de verraders. In de vijfde aflevering werd ze echter verbannen. In datzelfde jaar deed Fiselier samen met Ruben Hein mee aan het SBS6-programma Top 4000 Muziekquiz. In 2024 deed Fiselier mee aan het SBS6-programma 30 seconds. In datzelfde jaar zong ze samen met haar zussen Eva en Anne in het televisieprogramma DNA Singers. In 2025 deed Fiselier samen met haar familie mee aan het televisieprogramma De kwis met ballen VIPS.

## Discografie
Fiselier heeft één cd op haar naam staan.
- To go into the unknown, in samenwerking met Peter Nilsson (2014)

## Prijzen
In 2011 won Fiselier de publieksprijs van het Grachtenfestival Conservatorium Concours. Een jaar later won ze zes prijzen tijdens het Internationaal Vocalisten Concours 's-Hertogenbosch, waaronder de Vrienden van het Lied-prijs.